# Щ
Щ (onderkast: щ) (sjtsja) is een letter van het cyrillisch alfabet. Hij wordt uitgesproken als /ɕː/ in het Russisch, als /ʃt͡ʃ/ in het Oekraïens en Roetheens, en als /ʃt/ in het Bulgaars.

## Weergave

### Unicode
De Щ en щ zijn in 1993 toegevoegd aan de Unicode 1.0 karakterset.
In Unicode vindt men Щ onder het codepunt U+0429 (hex) en щ onder U+0449.

### HTML
In HTML kan men voor Щ de code &SHCHcy; gebruiken, en voor щ &shchcy;.